# Bossou Ashadeh
Bossou Ashadeh è un loa corrispondente all'antico re Tegbésou del regno di Dahomey.

## Storia
Questo antico regno conobbe un periodo di grande espansione e prosperità. Bossou viene raffigurato come un toro; un re di un regno glorioso raffigurato come toro: ciò significa che fra le sue virtù ed attributi ci sono la grande forza, il vigore, il successo, l'appoggio degli uomini importanti, la sconfitta dei nemici, il benessere e la prosperità, il coraggio; come controparte maligna della forza c'è la violenza, l'oppressione, il cinismo.

### Manifestazione
Bossou, dopo un'attenta valutazione, decide se manifestare i suoi attributi benefici o malefici, quelli che abbiamo elencato poc'anzi.

## Re raffigurati nella mitologia
Nella mitologia, un re raffigurato come toro lo ritroviamo in Marduk, nell'antica Babilonia: Marduk era il Dio personale e prediletto del glorioso re babilonese Hammurabi.